# Mistrovství světa v League of Legends
Mistrovství světa v League of Legends (League of Legends World Championship) – zkráceně známý taky jako Worlds, nebo Světový šampionát je každoroční progamingový esport turnaj ve videohře League of Legends pořádaný společností Riot Games. Počtem diváků, pozorností médií i vítěznou částkou se jedná o největší esportovou událost na světě – poslední konaný šampionát, v roce 2020, sledovalo živě více, než 40 milionů lidí, čímž získal nový rekord ve světě esportu, který až do roku 2019 držela společnost Valve se svou hrou Dota 2.
Šampionát probíhá obvykle ke konci Podzimu a trvá měsíc. Je rozdělen na dvě části – Skupinovou a Hlavní, během kterých se proti sobě utká 24 nejlepších týmů světa. Tým, který prohraje v sérii během Hlavní fáze okamžitě vypadává, nemá možnost návratu a všechny celky tak ze sebe musí vydat to nejlepší. Vítězný tým, který porazí všechny ostatní, získá pohyblivou finanční částku, kterou ovlivňují sami hráči League of Legends, skiny na šampiony, které hráli v průběhu turnaje, stříbrem pokrytý pohár a věčnou slávu ve světě esportu. Tým, který na turnaji zvítězí, se zároveň zapíše mezi desítku nejlepších týmů všech dob. Historicky jediný tým, který více, než jednou vyhrál Mistrovství světa v League of Legends je tým SK Telecom T1, který zvítězil třikrát. Jediní dva hráči, kteří trofej Summoner's Cup pozvedli třikrát za život jsou jihokorejští hráči Lee "Faker" Sang-Hyeok a Bae "Bengi" Sung-Woong.
Cílem Světového šampionátu je určit nejlepší tým daného roku a určit směr, jakým se bude vyvíjet stav League of Legends.

## Ceny
Vítězství na Světovém šampionátu v League of Legends obdrží od společnosti Riot Games několik odměn, přičemž tou hlavní je pohyblivá finanční částka – ta je rozdělena mezi všechny týmy, které se na šampionátu ukázaly, přičemž vítězný tým obdrží 25% zisku. Částku pro týmy zvedají sami fanoušci a hráči League of Legends – kupováním skinů přímo ve hře.
Summoner's Cup, neboli Vyvolávačův pohár je druhou cenou, kterou obdrží vítězný tým. Jedná se o stříbrný pohár, vytvořený v roce 2012 – tedy v druhé sezóně League of Legends. Pohár si tým nechává až do finále dalšího Světového šampionátu.
Skiny jsou třetí cenou pro vítěze Worlds. Riot Games již od prvního Mistrovství světa v League of Legends v roce 2011 drží tradici, při které nechá vytvořit speciální skiny do hry pro vítězný tým. Samotní hráči si vybírají, na jaké šampiony, které hráli v průběhu turnaje, skiny dostanou.
Od Čtvrté sezóny League of Legends se ve vítězném týmu vybírá takzvaný "Most valuable player" (mj. Hráč, který měl největší vliv na vítězství daného týmu). Tento hráč je následně v tabulkách od roku 2014 označován jako "MVP".

## Hymny
Neoficiální hymnou celé esportové scény League of Legends je skladba Silver Scrapes od amerického dýdžeje Danny McCarthy. Krom této hymny nechává organizace Riot Games ke každému Světovému šampionátu složit novou, aktuální hymnu – poprvé se tak stalo v roce 2014. Hymna obvykle popisuje cestu jednotlivého hráče, týmu, nebo minulé události z Mistrovství světa a je hrána v průběhu celého turnaje, v přestávkách mezi zápasy a během Zahajovacího ceremoniálu před finále. Většinu odkazů pak obvykle skrývá videoklip.
| Hymny Mistrovství světa v League of Legends | Hymny Mistrovství světa v League of Legends | Hymny Mistrovství světa v League of Legends | Hymny Mistrovství světa v League of Legends |
| Rok vydání                                  | Název skladby                               | Umělec                                      | Sezóna                                      |
| ------------------------------------------- | ------------------------------------------- | ------------------------------------------- | ------------------------------------------- |
| 2012 (Neoficiální)                          | Silver Scrapes                              | Danny McCarthy                              | 2.                                          |
| 2014                                        | Warriors                                    | Imagine Dragons                             | 4.                                          |
| 2015                                        | Worlds Collide                              | Nicki Taylor                                | 5.                                          |
| 2016                                        | Ignite                                      | Zedd                                        | 6.                                          |
| 2017                                        | Legends Never Die                           | Against the Current                         | 7.                                          |
| 2018                                        | Rise                                        | Glitch Mob (ft. Bobby)                      | 8.                                          |
| 2019                                        | Phoenix                                     | Cailin Russo a Chrissy Costanza             | 9.                                          |
| 2020                                        | Take Over                                   | Jeremy McKinnon                             | 10.                                         |
| 2021                                        | Burn It All Down                            | PVRIS                                       | 11.                                         |
| 2022                                        | Star Walkin'                                | Lil Nas X                                   | 12.                                         |
| 2023                                        | GODS                                        | NewJeans                                    | 13.                                         |
| 2024                                        | Heavy Is the Crown                          | Linkin Park                                 | 14.                                         |

## Přehled

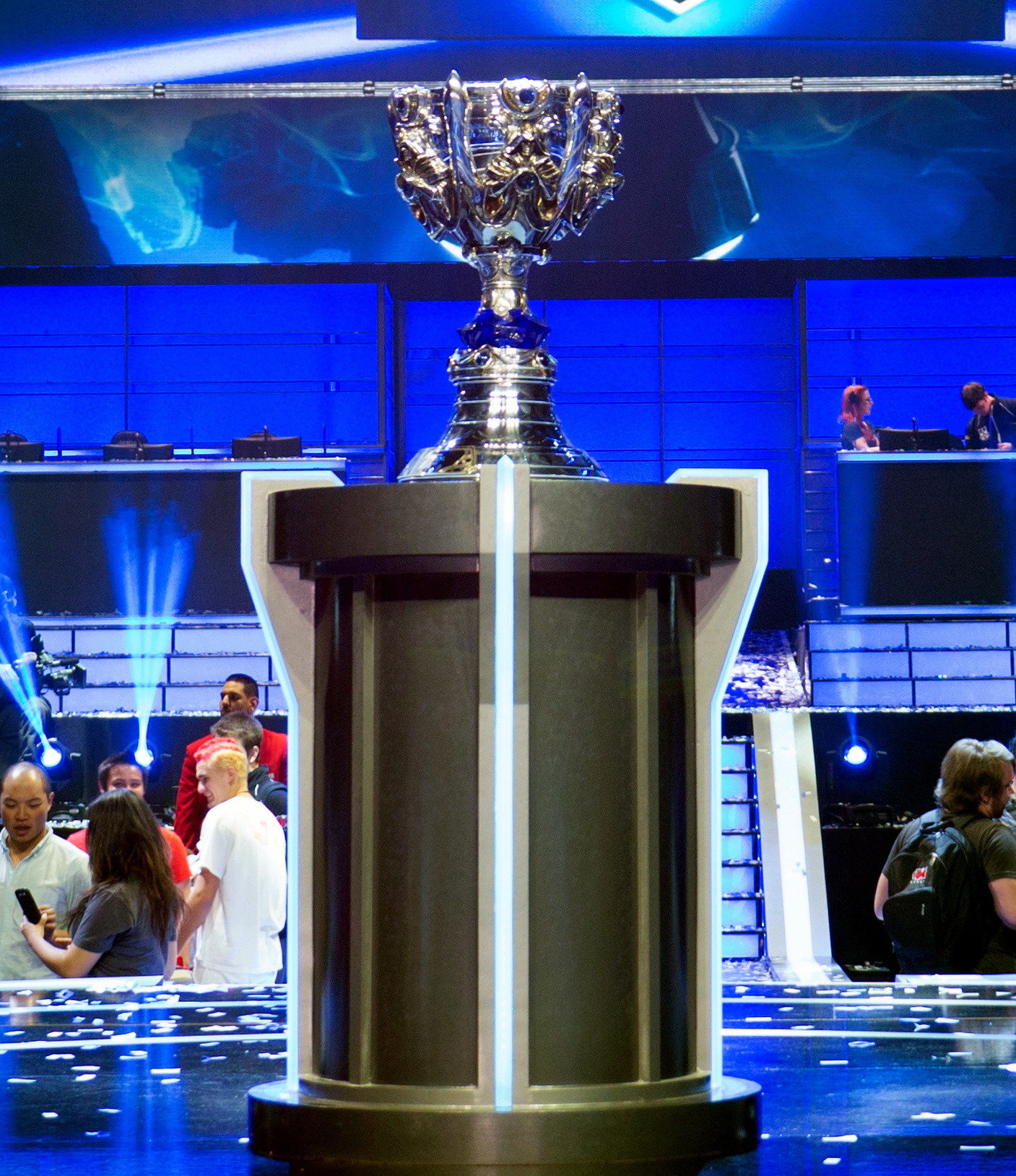
Pohár Summoner′s Cup vytvořený v Druhé sezóně League of Legends.

| Rok  | Místo finále  | Finalisté        | Finalisté | Finalisté             | Semi-finalisté              | Semi-finalisté      |
| Rok  | Místo finále  | Vítěz            | Skóre     | Poražený              | Semi-finalisté              | Semi-finalisté      |
| ---- | ------------- | ---------------- | --------- | --------------------- | --------------------------- | ------------------- |
| 2011 | Jönköping     | Fnatic           | 2–1       | Against All Authority | Team SoloMid                | Epik Gamer          |
| 2012 | Los Angeles   | Taipei Assassins | 3–1       | Azubu Frost           | Counter Logic Gaming Europe | Moscow Five         |
| 2013 | Los Angeles   | SK Telecom T1    | 3–0       | Royal Club            | Fnatic                      | NaJin Black Sword   |
| 2014 | Soul          | Samsung White    | 3–1       | Star Horn Royal Club  | OMG                         | Samsung Galaxy Blue |
| 2015 | Berlin        | SK Telecom T1    | 3–1       | KOO Tigers            | Fnatic                      | Origen              |
| 2016 | Los Angeles   | SK Telecom T1    | 3–2       | Samsung Galaxy        | ROX Tigers                  | H2K                 |
| 2017 | Peking        | Samsung Galaxy   | 3-0       | SK Telecom T1         | Royal Never Give Up         | Team WE             |
| 2018 | Incheon       | Invictus Gaming  | 3-0       | Fnatic                | G2 Esports                  | Cloud9              |
| 2019 | Paříž         | FunPlus Phoenix  | 3-0       | G2 Esports            | Invictus Gaming             | SK Telecom T1       |
| 2020 | Šanghaj       | Damwon Gaming    | 3:1       | Suning                | G2 Esports                  | TOP Esports         |
| 2021 | Reykjavík     | EDward Gaming    | 3:2       | Damwon KIA            | T1                          | Gen.G               |
| 2022 | San Francisco | DRX              | 3:2       | T1                    | JD Gaming                   | Gen.G               |
| 2023 | Soul          | T1               | 3:0       | Weibo Gaming          | Bilibili Gaming             | JD Gaming           |
| 2024 | Londýn        | T1               | 3:2       | Bilibili Gaming       | Weibo Gaming                | Gen.G               |

## Sezóna 1

### Světový šampionát 2011
Turnaj 1. Sezóny začal internacionální esportovou scénu v League of Legends. Konal se v červnu 2011 na akci DreamHack ve Švédsku a jednalo se o komorní, malý šampionát pro zhruba jeden milion diváků – dodnes se šíří fámy o tom, že se turnaj odehrával ve sklepě komentátora Davida "Phreak" Turley, jedná se však o vtip. Do turnaje bylo vloženo 100 000 amerických dolarů a vítěz získal polovinu této částky. Osm týmů ze Severní Ameriky, jihovýchodní Asie a Evropy se tohoto turnaje zúčastnilo. Vysílání této události sledovalo víc než 1,6 milionu diváků, s tím, že finále této akce sledovalo současně 210 000 lidí. Jihoasijské týmy se nedostaly ze skupinových fází, do hlavního pavouka postoupili pouze Evropané a Američané. Do finále se dostal Evropský tým against All authority (aAa) a Evropský tým Fnatic (FNC). Finále proběhlo dne 20. června 2011 a vítězným týmem se stal Evropský reprezentant Fnatic.
Později byly hráčům týmu Fnatic vytvořeny skiny na šampiony Jarvan IV, Janna, Gragas, Karthus a Corki, které hráli v průběhu turnaje.
| Seznam kvalifikovaných týmů | Seznam kvalifikovaných týmů |
| Region                      | Název týmu                  |
| --------------------------- | --------------------------- |
| Francie                     | against All authority       |
| Spojené státy               | Epik Gamer                  |
| Spojené státy               | CounterLogic Gaming         |
| Evropa                      | Fnatic                      |
| Německo                     | Team Gamed.DE               |
| Filipíny                    | Pacific eSports             |
| Spojené státy               | Team SoloMid                |
| Neznámo                     | Xan                         |

### Top tři
| Pořadí | Název týmu                     | Hráči                                        | Hráči                                                                                        | Cena    |
| Pořadí | Název týmu                     | Přezdívka                                    | Jméno                                                                                        | Cena    |
| ------ | ------------------------------ | -------------------------------------------- | -------------------------------------------------------------------------------------------- | ------- |
| 1.     | Fnatic (Evropa)                | xPeke Shushei CyanideFI LaMiaZeaLoT Mellisan | Enrique Cedeño Martinez Maciej Ratuszniak Lauri Happonen Manuel Mildenberger Peter Meisrimel | $50,000 |
| 2.     | against All authority (Evropa) | sOAZ Linak MoMa YellOwStaR Kujaa             | Paul Boyer Damien Lorthios Maik Wallus Bora Kim Jerome Negretti                              | $25,000 |
| 3.     | Team SoloMid (Severní Amerika) | TheRainMan TheOddOne Reginald Chaox Xpecial  | Christian Kahmann Brian Wyllie Andy Dinh Shan Huang Alex Chu                                 | $10,000 |

## Sezóna 2

### Světový šampionát 2012
Světový šampionát v 2. Sezoně se konal na začátku října 2012 v Los Angeles. Zúčastnilo se ho dvanáct kvalifikovaných týmů z celého světa. V tomto turnaji se hrálo o 2 miliony amerických dolarů, což znamenalo do té doby největší částku v historii progamingu. Skupinová část, čtvrtfinále, semifinále se hrály v období od 4. do 6. října. Grand finále se konalo o týden později, 13. října v USC Galen Center před 10.000 fanoušky, a bylo vysíláno v 13 různých jazycích. Riot Games na tomto turnaji představil trofej Summoner's Cup a během přestávek mezi zápasy hrála po dobu celého turnaje skladba Silver Scrapes od amerického dýdžeje Danny McCarthy. Ta se divákům vryla do paměti a začala sloužit jako "hymna" esportu League of Legends.

Stadion v Los Angeles, ve kterém se odehrávalo Druhé Mistrovství světa v League of Legends. Finále tehdy přímo ve stadionu sledoval jeden milion živých diváků. Jen o dva roky později již Worlds sledovalo živě více, než 20 milionů lidí.

Ve velkém finále tým Taipei Assassins (TPA) zvítězil nad Azubu Frost 3-1. Tím získal druhý titul mistrů světa, 1 000 000 dolarů a skiny na šampiony Nunu, Dr. Mundo, Orianna, Ezreal a Shen. Všechny nápasy byly hrány na patchi v1.0.0.147 World Championship Hotfix Patch s automaticky globálně zakázanými šampiony Rengar, Syndra a Kha′zix.
| Seznam Kvalifikovaných týmů | Seznam Kvalifikovaných týmů | Seznam Kvalifikovaných týmů |
| Region                      | Název týmu                  | Seed                        |
| --------------------------- | --------------------------- | --------------------------- |
| Jižní Korea                 | Azubu Frost                 | 1                           |
| Evropa                      | CLG Europe                  | 1                           |
| Spojené státy               | CLG Prime                   | 2                           |
| Spojené státy               | Dignitas                    | 3                           |
| Spojené státy               | Team SoloMid                | 1                           |
| Čína                        | Invictus Gaming             | 1                           |
| Rusko                       | Moscow5                     | 1                           |
| Jižní Korea                 | NaJin Sword                 | 2                           |
| Vietnam                     | Saigon Jokers               | 1                           |
| Německo                     | SK Gaming                   | 1                           |
| Tchaj-wan                   | Taipei Assassins            | 1                           |
| Čína                        | Team WE                     | 2                           |

### Top čtyři
| Pořadí | Název týmu                           | Hráči                                         | Hráči                                                                               | Cena       |
| Pořadí | Název týmu                           | Přezdívka                                     | Jméno                                                                               | Cena       |
| ------ | ------------------------------------ | --------------------------------------------- | ----------------------------------------------------------------------------------- | ---------- |
| 1.     | Taipei Assassins (Tchaj-wan)         | Stanley Lilballz Toyz bebe MiSTakE            | Wang June Tsan Kuan-Po Alex Sung Kurtis Lau Wai-kin Cheng Bo-Wei Chen Hui Chung     | $1,000,000 |
| 2.     | Azubu Frost (Korea)                  | Shy CloudTemplar RapidStar Woong MadLife      | Park Sang-myeon Lee Hyun-woo Jung Min-sung Jang Gun-woong Hong Min-gi               | $250,000   |
| 3.–4.  | Counter Logic Gaming Europe (Evropa) | Wickd Snoopeh Froggen yellowpete Krepo        | Mike Petersen Stephen Ellis Henrik Hansen Peter Wüppen Mitch Voorspoels             | $150,000   |
| 3.–4.  | Moscow Five (Rusko – "Divoká karta") | Darien Diamondprox Alex Ich Genja GoSu Pepper | Evgeny Mazaev Danil Reshetnikov Alexey Ichetovkin Evgeny Andryushin Edward Abgaryan | $150,000   |

## Sezóna 3

### Světový šampionát 2013
Světový šampionát ve 3. sezoně se konal na konci roku 2013 opět v Los Angeles. Zúčastnilo se ho 14 týmů ze Severní Ameriky, Jižní Korey, Číny, jihovýchodní Asie a Evropy. Hrálo se systémem – skupinová část, čtvrtfinále, semifinále, finále. Finále se odehrálo 4. října. Na turnaj přijel jako favorit čínský tým RoyalClub a evropský tým Fnatic. Oba týmy se střetly již v semifinále, kde čínský reprezentant zvítězil. Finále proběhlo mezi korejským týmem SK Telecom T1 a čínským týmem RoyalClub – Jihokorejci zvítězili se skore 3:0.
Hráčům byly vytvořeny skiny na šampiony Zed, Zyra, Lee Sin, Jax a Vayne.
Tato akce znovu překonávala divácké rekordy. Na Twitch.tv sledovalo turnaj 32 milionů fanoušků z celého světa. Samotné finále sledovalo v přímém přenose 8 milionů diváků.

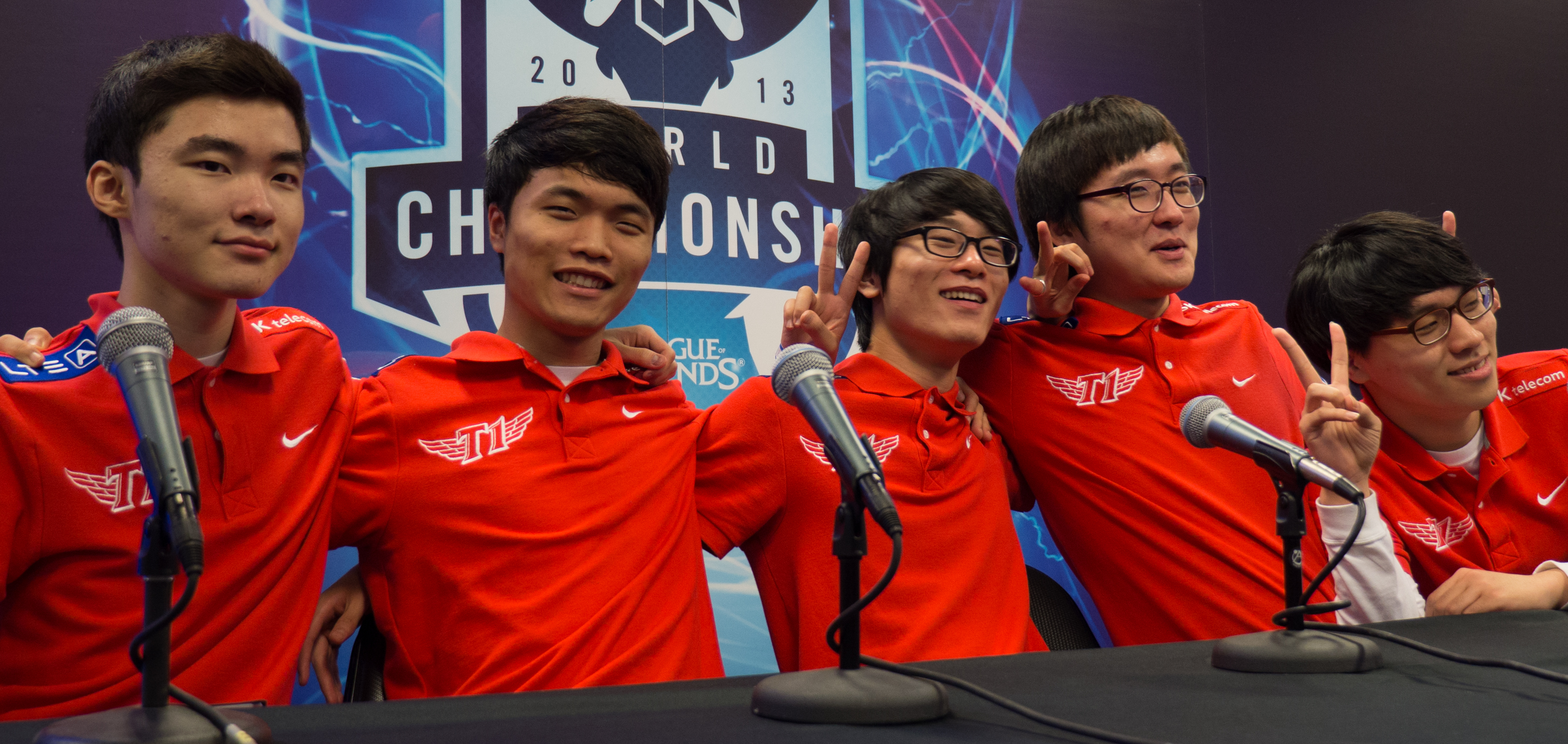
Mladý, vítězný tým z roku 2013 - SK Telecom T1. Zleva doprava hráči Faker, Impact, Piglet, PoohManDu a Bengi.

| Seznam Kvalifkovaných týmů | Seznam Kvalifkovaných týmů | Seznam Kvalifkovaných týmů |
| Region                     | Název týmu                 | Seed                       |
| -------------------------- | -------------------------- | -------------------------- |
| Spojené státy              | Cloud9                     | 1                          |
| Evropa                     | Fnatic                     | 1                          |
| Tchaj-wan                  | Gamaria Bears              | 1                          |
| Rusko                      | Gambit Gaming              | 1                          |
| Litva                      | GamingGear.eu              | 1                          |
| Švédsko                    | Lemondogs                  | 1                          |
| Filipíny                   | Mineski                    | 1                          |
| Jižní Korea                | NaJin Black Sword          |                            |
| Čína                       | Oh My God                  | 1                          |
| Čína                       | RoyalClub                  | 2                          |
| Jižní Korea                | SK Telecom T1              | 1                          |
| Jižní Korea                | Samsung Ozone              | 3                          |
| Spojené státy              | Team SoloMid               | 2                          |
| Spojené státy              | Team Vulcun                | 3                          |

| Seznam Vítězných týmů | Seznam Vítězných týmů     | Seznam Vítězných týmů               | Seznam Vítězných týmů                                                      | Seznam Vítězných týmů |
| Místo                 | Tým                       | Hráči                               | Hráči                                                                      | Cena                  |
| Místo                 | Tým                       | Přezdívka                           | Jméno                                                                      | Cena                  |
| --------------------- | ------------------------- | ----------------------------------- | -------------------------------------------------------------------------- | --------------------- |
| 1.                    | SK Telecom T1 (Korea)     | Impact Bengi Faker Piglet PoohManDu | Jung Eon-Yeong Bae Seong-Ung Lee Sang-Hyeok Chae Gwang-Jin Lee Jeong-Hyeon | $ 1,000,000           |
| 2.                    | Royal Club (Čína)         | GoDlike Lucky Wh1t3zZ Uzi Tabe      | Xiao Wang Liu Junjie Lo Pun-Wai Jian Zihao Wong Pak-Kan                    | $ 250,000             |
| 3                     | NaJin Black Sword (Korea) | Expression Watch Nagne PraY Cain    | Gu Bon-Taek Cho Jae-Geol Kim Sang-Moon Kim Jong-In Jang Nu-Ri              | $ 150,000             |

## Sezóna 4

### Světový šampionát 2014
Mistrovství světa 2014 představovalo 16 týmů. 14 se jich muselo probojovat z kvalifikace a to z oblastí Číny, Evropy, Severní Ameriky, Jižní Koreje a Tchaj-wanu. Zbylé 2 mezinárodní týmy byly nasazeny jako divoké karty. Etapa skupin začala 18. září v Taipei. 28. září se hrálo už v Singapuru a na závěr skupinové části se osm postupujících týmů přesunulo do Busanu. Vyřazovací část byla zahájena 3. října v Busanu v Jižní Koreji a vyvrcholila 19. října ve velkém finále, které hostilo na 45 000 míst.
V té době se jednalo o největší esportovou událost historie, Riot Games se rozhodli vložit většinu peněz do reklamy a mediální pozornosti. Poprvé se do turnaje zapojily také velké, světové značky typu Coca-Cola, nebo Korean Air. Proběhla zde první spolupráce s hudební skupinou, kterou v tomto roce byli Imagine Dragons. V tomto zápase jihokorejský tým Samsung Galaxy White porazil čínský tým StarHorn Royal Club a tím se stal mistrem světa v roce 2014. Samsung Galaxy obdrželi skiny na šampiony Thresh, Rengar, Singed, Talon a Twitch.
Americká hudební skupina Imagine Dragons nahrála pro tento turnaj ústřední písničku "Warriors", která byla dokonce živě zahrána ve velkém finále v Jižní Koreji. Všechny hry se daly sledovat přes živé vysílání na Twitch.tv, Azubu.tv nebo YouTube.
| Seznam Kvalifikovaných týmů | Seznam Kvalifikovaných týmů | Seznam Kvalifikovaných týmů |
| Region                      | Název Týmu                  | Seed                        |
| --------------------------- | --------------------------- | --------------------------- |
| Spojené státy               | Team SoloMid                | 1                           |
| Spojené státy               | Cloud9                      | 2                           |
| Čína                        | LMQ                         | 3                           |
| Evropa                      | Alliance                    | 1                           |
| Evropa                      | Fnatic                      | 2                           |
| Evropa                      | SK Gaming                   | 3                           |
| Čína                        | Edward Gaming               | 1                           |
| Čína                        | StarHorn Royal Club         | 2                           |
| Čína                        | Oh My God                   | 3                           |
| Jižní Korea                 | Samsung Blue                | 1                           |
| Jižní Korea                 | Samsung White               | 2                           |
| Jižní Korea                 | NaJin White Shield          | 3                           |
| GLP Summer                  | Taipei Assassins            | 1                           |
| Finalisté Garena            | ahq eSports Club            | 1                           |
| Turecko                     | Dark Passage                | 1                           |
| Brazílie                    | KaBuM! e-Sports             | 1                           |

| Seznam Vítězných týmů | Seznam Vítězných týmů        | Seznam Vítězných týmů           | Seznam Vítězných týmů                                                | Seznam Vítězných týmů | Seznam Vítězných týmů |
| Místo                 | Tým                          | Přezdívky Hráčů                 | Jména Hráčů                                                          | Cena                  | Titul MVP             |
| --------------------- | ---------------------------- | ------------------------------- | -------------------------------------------------------------------- | --------------------- | --------------------- |
| 1.                    | Samsung Galaxy White (Korea) | Looper DanDy PawN imp Mata      | Jang Hyeong-seok Choi In-kyu Heo Won-seok Gu Seung-bin Cho Se-hyeong | $ 1,000,000           | Mata (Support)        |
| 2.                    | Star Horn Royal Club (Čína)  | Cola inSec Corn Uzi Zero        | Jiang Nan Choi In-seok Lei-Wen Jian Zi-Hao Yoon Kyung-sup            | $ 250,000             |                       |
| SF                    | OMG (Čína)                   | Gogoing LoveLing cool san Cloud | Gao Diping Yin Le Yu Jiajun Guo Junliang Hu Zhenwei                  | $ 150,000             |                       |
| SF                    | Samsung Galaxy Blue (Korea)  | Acorn Spirit dade Deft Heart    | Choi Cheon-ju Lee Da-yoon Bae Eo-jin Kim Hyuk-kyu Lee Gwan-hyung     | $ 150,000             |                       |

## Sezóna 5

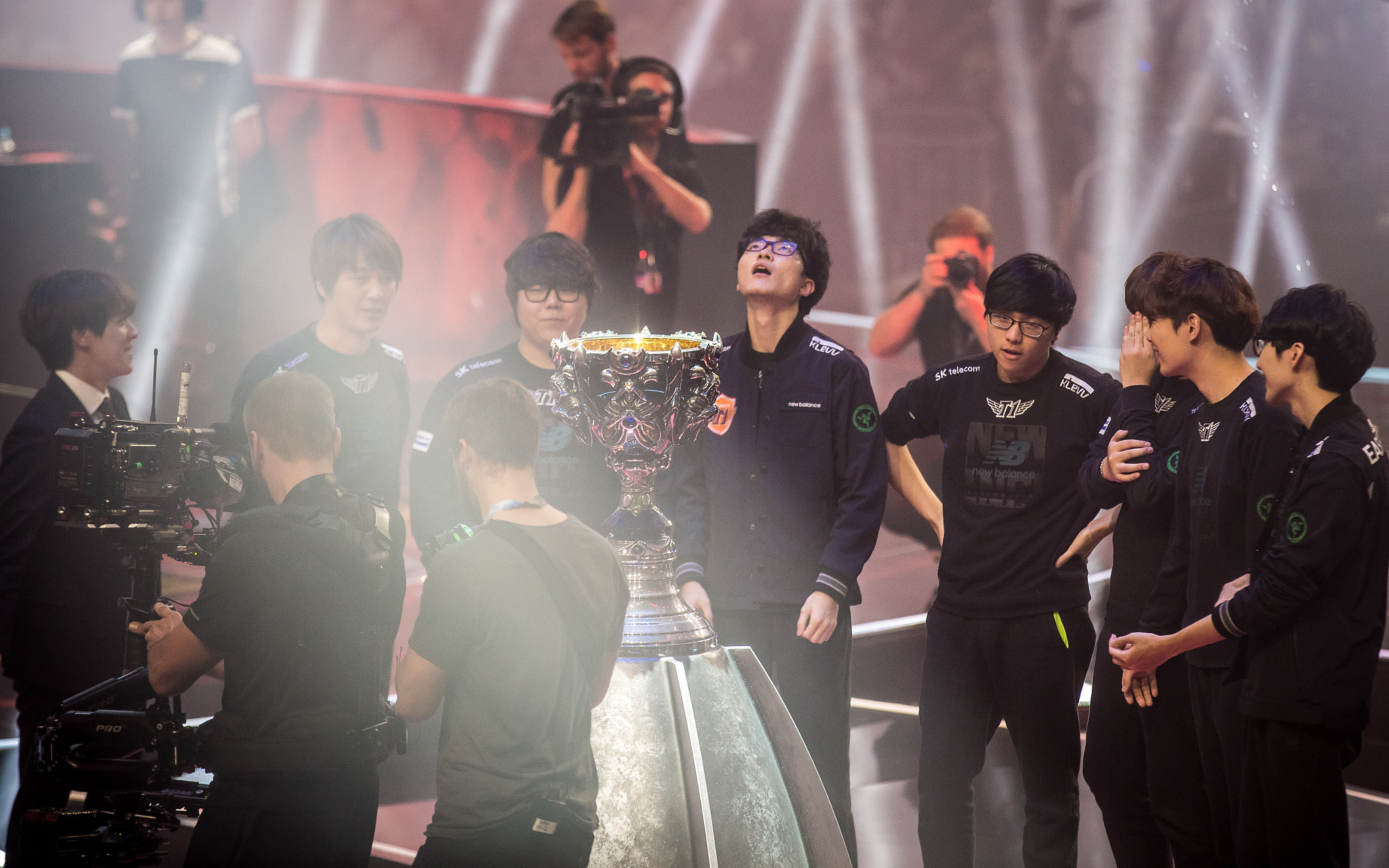
Tým SK Telecom T1 vyhrává podruhé Mistrovství světa. Na tým se zleva dívá kouč kkOma, vedle něj pak stojí hráči Tom, Wolf, Faker, Bengi, Bang, MaRin a EasyHoon.

Pátou sezónou pokračuje panování Korejského regionu na mezinárodních šampionátech. Konal se v Německu – v Berlíně. Hymnou pro Worlds 2015 se stala píseň Worlds Collide od zpěvačky Nicki Taylor. Šampionát nedosáhl stejného počtu diváků, jako minulý rok, avšak zvedla se vítězná finanční částka pro vítězný tým. Do finále se dostanou dva jihokorejské týmy - SK Telecom T1 (vítěz Třetího světového šampionátu) a Koo Tigers. Neporažení SK Telecom T1 obdrží ve finále jedinou porážku za celý turnaj a odchází z šampionátu jako vítězové – se skore 3:1. SKT obdrželi druhou sadu skinů na šampiony Alistar, Kalista, Azir, Ryze, Elise a Renekton. Po celý průběh turnaje byl globálně zakázán šampion Gragas.
| Seznam Kvalifikovaných týmů | Seznam Kvalifikovaných týmů | Seznam Kvalifikovaných týmů |
| Region                      | Název týmu                  | Seed                        |
| --------------------------- | --------------------------- | --------------------------- |
| Jižní Korea                 | SK Telecom T1               | 1                           |
| Tchaj-wan                   | ahq eSports                 | 2                           |
| Thajsko                     | Bangkok Titans              | 1                           |
| Spojené státy               | Cloud9                      | 1                           |
| Spojené státy               | CLG                         | 3                           |
| Čína                        | Edward Gaming               | 1                           |
| Tchaj-wan                   | Flash Wolves                | 1                           |
| Evropa                      | Fnatic                      | 2                           |
| Evropa                      | H2k-Gaming                  | 1                           |
| Čína                        | Invictus Gaming             | 2                           |
| Jižní Korea                 | KOO Tigers                  | 2                           |
| Jižní Korea                 | KT Rolster                  | 3                           |
| Čína                        | LGD Gaming                  | 3                           |
| Evropa                      | Origen                      | 3                           |
| Brazílie                    | PaiN Gaming                 | 1                           |
| Spojené státy               | Team SoloMid                | 2                           |

| Seznam Vítězných týmů | Seznam Vítězných týmů | Seznam Vítězných týmů                                 | Seznam Vítězných týmů                                                                                   | Seznam Vítězných týmů | Seznam Vítězných týmů |
| Místo                 | Tým                   | Přezdívky Hráčů                                       | Jména Hráčů                                                                                             | Cena                  | Titul MVP             |
| --------------------- | --------------------- | ----------------------------------------------------- | --- | --------------------- | --------------------- |
| 1.                    | SK Telecom T1 (Korea) | MaRin Bengi Blank Faker EasyHoon Bang Wolf            | Jang Gyeong-hwan Bae Seong-woong Kang Sun-gu Lee Sang-Hyeok Lee Ji-hoon Bae Jun-sik Lee Jae-wan         | $1,000,000            | MaRin (TOPlane)       |
| 2.                    | Koo Tigers (Korea)    | SmeB Hojin Kuro PraY Gorilla                          | Song Kung-Ho Lee Ho-Jin Lee Seo-Haeng Kim Joong-in Kang Beom-hyeon                                      | $ 250,000             |                       |
| 3.                    | Origen (Evropa)       | sOAZ Amazing xPeke Niels (dnes známý jako Zven) Mithy | Paul Boyer Maurice Stückenschneider Enrique Cedeño Martíne Jesper Svenningsen Alfonso Aguirre Rodríguez | $150,000              |                       |

## Sezóna 6

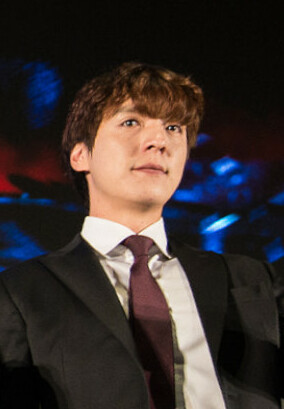
Kouč kkOma - jediný kouč, který svůj tým dovedl k trojnásobnému vítězství na Mistrovství světa.

Finalisté minulých Worlds – Koo Tigers jsou přejmenováni na ROX Tigers a nabírají do hlavního rosteru mladého, ambiciózního junglera, jménem Peanut. Spolu s ním se stávají špičkou korejské LCK ligy a jsou horkými favority na vítězství Worlds. Hymnou šestého Mistrovství Světa je "Ignite" od dýdžeje Zedd. Dvojnásobní vítězové Worlds – SK Telecom T1 se potřetí dostávají do finále, kde čelí týmu Samsung Galaxy, který během sedmihodinové série poráží a stávají se potřetí Mistry světa. K tomu získávají třetí skiny pro vítěze – na šampiony Ekko, Zac, Jhin, Syndra, Olaf a Nami.
| Seznam Kvalifikovaných týmů | Seznam Kvalifikovaných týmů | Seznam Kvalifikovaných týmů |
| Region                      | Název Týmu                  | Seed                        |
| --------------------------- | --------------------------- | --------------------------- |
| Čína                        | Edward Gaming               | 1                           |
| Tchaj-wan                   | Flash Wolves                | 1                           |
| Jižní Korea                 | ROX Tigers                  | 1                           |
| Spojené státy               | Team SoloMid                | 1                           |
| Tchaj-wan                   | ahq eSports                 | 2                           |
| Spojené státy               | CLG                         | 2                           |
| Evropa                      | G2 esports                  | 2                           |
| Evropa                      | H2k Gaming                  | 1                           |
| Čína                        | I May                       | 3                           |
| Čína                        | Royal Never Give Up         | 2                           |
| Jižní Korea                 | Samsung Galaxy              | 3                           |
| Jižní Korea                 | SK Telecom T1               | 2                           |
| Rusko                       | Albus NoX Luna              | 1                           |
| Spojené státy               | Cloud9                      | 1                           |
| Evropa                      | Splyce                      | 3                           |
| Brazílie                    | INTZ esports club           | 1                           |

| Seznam Vítězných týmů | Seznam Vítězných týmů  | Seznam Vítězných týmů             | Seznam Vítězných týmů                                                                                       | Seznam Vítězných týmů | Seznam Vítězných týmů |
| Místo                 | Tým                    | Přezdívky Hráčů                   | Jména Hráčů                                                                                                 | Cena                  | Titul MVP             |
| --------------------- | ---------------------- | --------------------------------- | --- | --------------------- | --------------------- |
| 1.                    | SK Telecom T1 (Korea)  | Duke Bengi Blank Faker Bang Wolf  | Lee Ho-seong Bae Seong-woong Kang Sun-gu Lee Sang-Hyeok Bae Jun-sik Lee Jae-wan                             | $2,028,000            | Faker (MIDlane)       |
| 2.                    | Samsung Galaxy (Korea) | CuVee Ambition Crown Ruler CoreJJ | Lee Seong-jin Kang Chan-yong Lee Min-ho Park Jae-hyuk Jo Yong-in                                            | $760,500              |                       |
| 3.                    | ROX Tigers (Korea)     | SmeB Peanut Kuro PraY Gorilla     | Song Kung-Ho (SmeB) Han Wang-Ho (Peanut) Lee Seo-Haeng (Kuro) Kim Joong-in (PraY) Kang Beom-hyeon (Gorilla) | $380,250              |                       |

## Sezóna 7

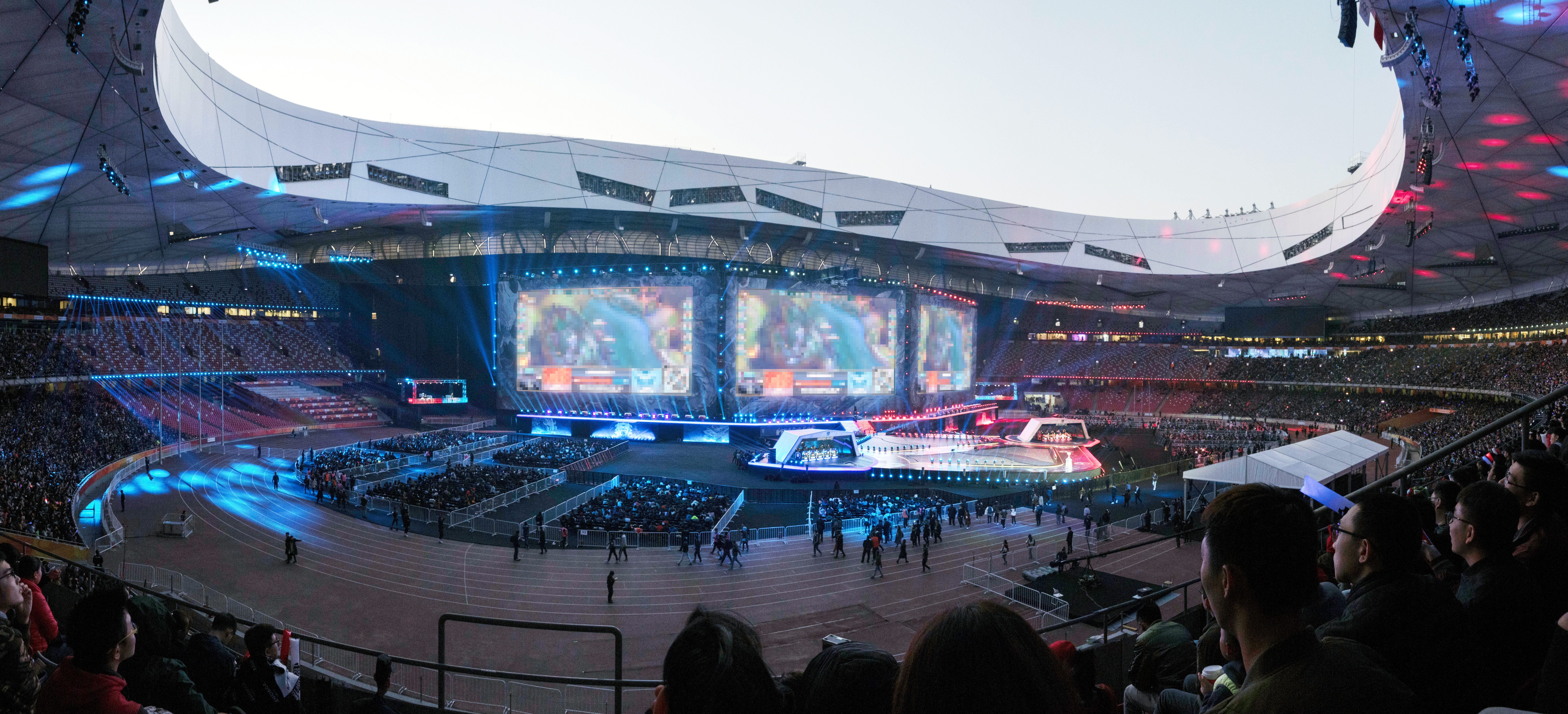
Pohled do stadionu, ve kterém se odehrával Sedmé Mistrovství světa.

Sedmá sezóna League of Legends znamenala zlomový bod pro esport. Většina původních týmů se rozpadla a přišla řada mladých, novějších hráčů. Hymnou pro Sedmé mistrovství světa byla píseň "Legends Never Die", která se stala mottem celého letošního Mistrovství světa. Legendární tým SK Telecom T1 se po čtvrté dostal do finále, kde byl však tentokrát poražen - a to finalistou minulého roku – týmem Samsung Galaxy. SSG získávají skiny na šampiony Rakan, Xayah, Gnar, Talliyah, Jarvan IV a Ezreal. Po celou dobu turnaje byl globálně zakázán šampion Ornn.
| Seznam Kvalifikovaných týmů | Seznam Kvalifikovaných týmů | Seznam Kvalifikovaných týmů |
| Region                      | Název Týmu                  | Seed                        |
| --------------------------- | --------------------------- | --------------------------- |
| Jižní Korea                 | Samsung Galaxy              | 2                           |
| Jižní Korea                 | SK Telecom T1               | 1                           |
| Čína                        | Team WE                     | 1                           |
| Čína                        | Royal Never Give Up         | 2                           |
| Jižní Korea                 | Longzhu Gaming              | 3                           |
| Evropa                      | Misfits Gaming              | 3                           |
| Evropa                      | Fnatic                      | 1                           |
| Evropa                      | G2 esports                  | 2                           |
| Spojené státy               | Cloud9                      | 1                           |
| Spojené státy               | Team SoloMid                | 2                           |
| Vietnam                     | GIGABYTE marines            | 1                           |
| Tchaj-wan                   | ahq eSports club            | 2                           |
| Čína                        | Edward Gaming               | 3                           |
| Spojené státy               | Immortals                   | 3                           |
| Turecko                     | 1907 Fenerbahçe Esports     | 1                           |
| Tchaj-wan                   | Flash Wolves                | 1                           |
| Mexiko                      | Lyon Gaming                 | 1                           |
| Hong Kong                   | Hong Kong Attitude          | 1                           |
| Brazílie                    | Team oNe eSports            | 1                           |
| Rusko                       | Gambit Esports              | 1                           |
| Austrálie                   | Dire Wolves                 | 1                           |
| Japonsko                    | Rampage                     | 1                           |
| Chile                       | Kaos Latin Gaming           | 1                           |

| Seznam Vítězných týmů | Seznam Vítězných týmů      | Seznam Vítězných týmů             | Seznam Vítězných týmů                                                          | Seznam Vítězných týmů | Seznam Vítězných týmů |
| Místo                 | Tým                        | Přezdívky Hráčů                   | Jména Hráčů                                                                    | Cena                  | Titul MVP             |
| --------------------- | -------------------------- | --------------------------------- | ------------------------------------------------------------------------------ | --------------------- | --------------------- |
| 1.                    | Samsung Galaxy (Korea)     | CuVee Ambition Crown Ruler CoreJJ | Lee Seong-jin Kang Chan-yong Lee Min-ho Park Jae-hyuk Jo Yong-in               | $1,855,114            | Ruler (ADCarry)       |
| 2.                    | SK Telecom T1 (Korea)      | Huni Peanut Blank Faker Bang Wolf | Heo Seung-hoon Han Wang-Ho Kang Sung-gu Lee Sang-Hyeok Bae Jun-sik Lee Jae-wan | $667,841              |                       |
| 3.                    | Royal Never Give Up (Čína) | LetMe Mlxg Xiaohu Uzi Ming        | Yan Jun-Ze Liu Shi-Yu Li Yuan-Hao Jian Zi-Hao Shi Sen-Ming                     | $346,288              |                       |

## Sezóna 8
Worlds 2018 byl po pěti letech prvním Mistrovstvím Světa, na který se nekvalifikovala legendární organizace SK Telecom. Začíná se zde počítat období, kdy Korejská LCK byla převýšena Evropskými a Čínskými celky. Hymnou pro tuto Sezónu se stala píseň "Rise" od skupiny Glitch Mob. Evropský tým FNATIC se dostal po osmi letech znovu do finále - kde čelil čínskému týmu Invictus Gaming. Proti němu prohrávají 3:0. IG získávají skiny na šampiony Camille, Irelia, Fiora, LeBlanc, Kai'Sa a Rakan.
| Seznam Kvalifikovaných týmů | Seznam Kvalifikovaných týmů | Seznam Kvalifikovaných týmů |
| Region                      | Název týmu                  | Seed                        |
| --------------------------- | --------------------------- | --------------------------- |
| Čína                        | Invictus Gaming             | 2                           |
| Evropa                      | Fnatic                      | 1                           |
| Evropa                      | G2 esports                  | 2                           |
| Spojené státy               | Cloud9                      | 1                           |
| Jižní Korea                 | KT Rolster                  | 1                           |
| Čína                        | Royal Never Give Up         | 1                           |
| Jižní Korea                 | Afreeca Freecs              | 2                           |
| Čína                        | Edward Gaming               | 3                           |
| Evropa                      | Team Vitality               | 3                           |
| Tchaj-wan                   | Flash Wolves                | 1                           |
| Spojené státy               | Team Liquid                 | 2                           |
| Spojené státy               | 100 thieves                 | 3                           |
| Jižní Korea                 | Gen. G.                     | 3                           |
| Vietnam                     | Phong Vũ Buffalo            | 1                           |
| Tchaj-wan                   | MADTeam                     | 2                           |
| Hong Kong                   | G-Rex                       | 1                           |
| Rusko                       | Gambit Esports              | 1                           |
| Japonsko                    | DetonatiON Focus Me         | 1                           |
| Chile                       | Kaos Latin Gamers           | 1                           |
| Turecko                     | SuperMassive                | 1                           |
| Mexiko                      | Infinity esports            | 1                           |
| Brazílie                    | KaBuM! e-Sports             | 1                           |
| Thajsko                     | Ascension Gaming            | 1                           |
| Austrálie                   | Dire Wolves                 | 2                           |

| Seznam Vítězných týmů | Seznam Vítězných týmů  | Seznam Vítězných týmů                | Seznam Vítězných týmů                                                                                          | Seznam Vítězných týmů | Seznam Vítězných týmů |
| Místo                 | Tým                    | Přezdívky Hráčů                      | Jména Hráčů | Cena                  | Titul MVP             |
| --------------------- | ---------------------- | ------------------------------------ | --- | --------------------- | --------------------- |
| 1.                    | Invictus Gaming (Čína) | TheShy Ning Rookie JackeyLove Baolan | Kang Seung-lok (TheShy) Gao Zhen-Ning (Ning) Song Eui-jin (Rookie) Yu Wen-Bo (JackeyLove) Wang Liu-yi (Baolan) | $2,418,750            | Ning (Jungle)         |
| 2.                    | FNATIC (Evropa)        | Bwipo Broxah Caps Rekkles Hyllissang | Gabriël Rau Mads Brock-Pedersen Rasmus Borregaard Winther Martin Larsson Zdravets Iliev Galabov                | $870,750              |                       |
| 3.                    | G2 esports (Evropa)    | Wunder Jankos Perkz Hjarnan Wadid    | Martin Nordahl Hansen Marcin Jankowski Luka Perković Petter Freyschuss Kim Bae-in                              | $451,500              |                       |

## Sezóna 9
Po osmém Mistrovství světa je celému světu jasné, že dominance Korejského regionu v League of Legends esportu se vytrácí. V Evropské LEC lize začíná dominovat tým G2 esports a ten je taky favoritem na výhru na letošním Mistrovství světa. Na turnaj se po roce znovu kvalifikují SK Telecom T1, kteří však přišli o všechny hlavní hráče, až na hvězdu Fakera. Hymnou pro turnaj je píseň "Phoenix" od zpěvačky Cailin Russo. Šampionát se koná v Paříži a G2 esports se skutečně dostávají podle předpokladů do finále, kde je však znovu poráží Čínský tým - FunPlus Phoenix - opět výsledkem 3:0. Číňané získávají skiny na šampiony Lee Sin, Malphite, Gangplank, Vayne a Thresh.
| Seznam Kvalifikovaných týmů | Seznam Kvalifikovaných týmů | Seznam Kvalifikovaných týmů |
| Region                      | Název Týmu                  | Seed                        |
| --------------------------- | --------------------------- | --------------------------- |
| Čína                        | FunPlus Phoenix             | 3                           |
| Evropa                      | G2 esports                  | 1                           |
| Čína                        | Edward Gaming               | 2                           |
| Jižní Korea                 | SK Telecom T1               | 2                           |
| Jižní Korea                 | Griffin                     | 1                           |
| Evropa                      | Fnatic                      | 2                           |
| Evropa                      | Splyce                      | 3                           |
| Jižní Korea                 | DAMWON                      | 3                           |
| Tchaj-wan                   | J Team                      | 1                           |
| Spojené státy               | Cloud9                      | 1                           |
| Čína                        | Royal Never Give Up         | 1                           |
| Spojené státy               | Team Liquid                 | 2                           |
| Vietnam                     | GAM Esports                 | 1                           |
| Hong Kong                   | Hong Kong Attitude          | 1                           |
| Spojené státy               | Clutch Gaming               | 3                           |
| Tchaj-wan                   | ahq eSports                 | 2                           |
| Turecko                     | Royal Youth                 | 1                           |
| Mexiko                      | Isurus                      | 1                           |
| Rusko                       | Unicorns of Love            | 1                           |
| Japonsko                    | DetonatiON FocusMe          | 1                           |
| Austrálie                   | MAMMOTH                     | 1                           |
| Thajsko                     | MEGA                        | 1                           |
| Brazílie                    | Flamengo Esports            | 1                           |

| Seznam Vítězných týmů | Seznam Vítězných týmů  | Seznam Vítězných týmů          | Seznam Vítězných týmů                                                                       | Seznam Vítězných týmů | Seznam Vítězných týmů |
| Místo                 | Tým                    | Přezdívky Hráčů                | Jména Hráčů                                                                                 | Cena                  | Titul MVP             |
| --------------------- | ---------------------- | ------------------------------ | ------------------------------------------------------------------------------------------- | --------------------- | --------------------- |
| 1.                    | FunPlus Phoenix (Čína) | GimGoon Tian DoinB LWX Crisp   | Kim Han-Saem Tian Liang Kim Tae-Sang Lin Wei-Xiang Liu Qing-Song                            | $834,375              | Tian (Jungle)         |
| 2.                    | G2 Esports (Evropa)    | Wunder Jankos Caps Perkz MikyX | Martin Nordahl Hansen Marcin Jankowski Rasmus Borregaard Winther Luka Perković Mihael Mehle | $300,375              |                       |
| 3.                    | SK Telecom T1 (Korea)  | Khan Clid Faker Teddy Effort   | Kim Dong-ha Kim Tae-min Lee Sang-Hyeok Park Jin-seong Lee Sang-ho                           | $155,750              |                       |

## Sezóna 10
Výroční, jubilejní Mistrovství Světa se koná během krize, způsobené virem Covid19 v Šanghai. Kvůli častým porážkám na světové úrovni se mezi Čínským a Korejským regionem hromadí napětí - LCK je přesvědčená o své dominanci, Čínská LPL zase přijíždí na turnaj s očekáváním, že jejich špičkový tým TOP Esports nemá na turnaji žádného skutečného soupeře. Turnaj je kvůli Koronavirové epidemie v Číně konán pouze digitálně, týmy jsou v hotelových pokojích a nemají mezi sebou přímý kontakt. Změna nastane až ve finále, kde Čínská vláda povolí účast živého publika - avšak redukovaný počet - pouhých 6 000 diváků. Do finále se dostává Korejský gigant Damwon Gaming a Čínský nově-vzniklý tým Suning. Damwon Gaming poráží Čínský tým přímo před Čínským publikem a odváží Vyvolávačův pohár zpátky do Koreje. Damwon si vybrali skiny na šampiony Kennen, Nidalee, Twisted Fate, Leona a Jhin. Písní pro Desátý Světový šampionát se stala píseň Take Over. Po celou dobu turnaje byli globálně zakázáni šampioni Samira a Yone, kvůli nepřítomnosti Vietnamských zástupců byl formát turnaje pozměněn.
| Seznam Kvalifikovaných týmů | Seznam Kvalifikovaných týmů | Seznam Kvalifikovaných týmů |
| Region                      | Název týmu                  | Seed                        |
| --------------------------- | --------------------------- | --------------------------- |
| Jižní Korea                 | Damwon Gaming               | 1                           |
| Čína                        | Suning                      | 3                           |
| Evropa                      | G2 esports                  | 1                           |
| Čína                        | TOP esports                 | 1                           |
| Jižní Korea                 | DRX                         | 2                           |
| Čína                        | JDG Gaming                  | 2                           |
| Evropa                      | Fnatic                      | 2                           |
| Jižní Korea                 | Gen. G.                     | 3                           |
| Spojené státy               | Team Liquid                 | 1                           |
| Hong Kong                   | PSG Talon                   | 1                           |
| Čína                        | LGD Gaming                  | 4                           |
| Spojené státy               | FlyQuest                    | 2                           |
| Tchaj-wan                   | Machi Esports               | 1                           |
| Evropa                      | Rogue                       | 3                           |
| Spojené státy               | Team SoloMid                | 2                           |
| Rusko                       | Unicorns of Love            | 1                           |
| Austrálie                   | Legacy Esports              | 1                           |
| Turecko                     | SuperMassive                | 1                           |
| Mexiko                      | Rainbow7                    | 1                           |
| Evropa                      | MAD Lions                   | 4                           |
| Japonsko                    | V3 esports                  | 1                           |
| Brazílie                    | INTZ esports                | 1                           |

| Seznam vítězných týmů | Seznam vítězných týmů | Seznam vítězných týmů               | Seznam vítězných týmů                                                                       | Seznam vítězných týmů | Seznam vítězných týmů |
| Místo                 | Tým                   | Přezdívky Hráčů                     | Jména Hráčů                                                                                 | Cena                  | Titul MVP             |
| --------------------- | --------------------- | ----------------------------------- | ------------------------------------------------------------------------------------------- | --------------------- | --------------------- |
| 1.                    | Damwon Gaming (Korea) | Nuguri Canyon ShowMaker Ghost BeryL | Jang Ha-gwon Kim Geon-bu Heo Sun Jang Yong-jun Cho Geon-hee                                 | $556,250              | Canyon (Jungle)       |
| 2.                    | Suning (Čína)         | Bin SofM Angel huanfeng SwordArt    | Chen Ze-Bin Lê Quang Duy Xiang Tao Tang Huan-Feng Hu Shuo-Chieh                             | $389,375              |                       |
| 3.                    | G2 esports (Evropa)   | Wunder Jankos Caps Perkz MikyX      | Martin Nordahl Hansen Marcin Jankowski Rasmus Borregaard Winther Luka Perković Mihael Mehle | $200,250              |                       |

## Sezóna 11
Světový šampionát jedenácté sezóny v League of Legends se měl původně konat v Číně, v říjnu roku 2021. Vzhledem ke globální epidemii viru Covid19 byl přesunut do Evropy, konkrétně na Island (opět bez živého publika). Hymnou turnaje se stala píseň Burn It All Down. Na turnaj se týmy kvalifikovaly skrze finále domácích lig. Vietnamská liga VCS byla z turnaje vyřazena a dva týmy, které ji měly reprezentovat byly diskfalifikovány. Jednalo se o první mezinárodní event světa League of Legends, ve kterém se zástupci Japonského regionu (tým DetonatiON FocusME) dostali do hlavní části turnaje z play-in fáze. Jediné dva týmy ze Západu, které do playoffs postoupily, byli evropští MAD Lions a američtí Cloud9. Do semifinále se dostaly tři jihokorejské týmy a jeden čínský. Finále se poté odehrávalo mezi jihokorejským zástupcem Damwon KIA (vítězi minulého světového šampionátu) a čínským zástupcem EDward Gaming. Ve finále čínský celek vyhrává 3:2 a titul MPV získává jejich midlaner Scout. Po dobu celého turnaje byli globálně zakázaní šampioni Akshan a Vex.
| Seznam kvalifikovaných týmů | Seznam kvalifikovaných týmů | Seznam kvalifikovaných týmů |
| Region                      | Název týmu                  | Seed                        |
| --------------------------- | --------------------------- | --------------------------- |
| Čína                        | EDward Gaming               | 1                           |
| Čína                        | FunPlus Phoenix             | 2                           |
| Čína                        | Royal Never Give Up         | 3                           |
| Čína                        | LNG Esports                 | 4                           |
| Jižní Korea                 | Damwon KIA                  | 1                           |
| Jižní Korea                 | Gen.G                       | 2                           |
| Jižní Korea                 | T1                          | 3                           |
| Jižní Korea                 | Hanwha Life Esports         | 4                           |
| Evropa                      | MAD Lions                   | 1                           |
| Evropa                      | Fnatic                      | 2                           |
| Evropa                      | Rogue                       | 3                           |
| Spojené státy               | 100 Thieves                 | 1                           |
| Spojené státy               | Cloud9                      | 2                           |
| Spojené státy               | Team Liquid                 | 3                           |
| Hong Kong                   | PSG Talon                   | 1                           |
| Japonsko                    | DetonatiON FocusME          | 1                           |
| Tchaj-wan                   | Beyond Gaming               | 1                           |
| Rusko                       | Unicorns of Love            | 1                           |
| Mexiko                      | Infinity Esports            | 1                           |
| Brazílie                    | RED Canids                  | 1                           |
| Turecko                     | Galatasaray Esports         | 1                           |
| Austrálie                   | PEACE                       | 1                           |

| Seznam vítězných týmů | Seznam vítězných týmů    | Seznam vítězných týmů                 | Seznam vítězných týmů                                                                    | Seznam vítězných týmů | Seznam vítězných týmů |
| Místo                 | Tým                      | Přezdívky hráčů                       | Jména hráčů                                                                              | Cena                  | Titul MVP             |
| --------------------- | ------------------------ | ------------------------------------- | ---------------------------------------------------------------------------------------- | --------------------- | --------------------- |
| 1.                    | EDward Gaming (Čína)     | Flandre Jiejie Scout Viper Meiko      | Li Xuan-Jun Zhao Li-Jie Lee Ye-chan Park Do-Hyeon Tian Ye                                | $489,500              | Scout (MIDlane)       |
| 2.                    | Damwon KIA (Jižní Korea) | Khan Canyon Showmaker Ghost BeryL     | Kim Dong-Ha Kim Geon-Bu Heo Su Jang Yong-jun Cho Geon-hee                                | $333,750              |                       |
| 3.                    | T1 (Jižní Korea)         | Canna Oner Faker Gumayusi Teddy Keria | Kim Chang-dong Moon Hyeon-Joon Lee Sang-Hyeok Lee Min-Hyeong Park Jin-Seong Ryu Min-seok | $178,000              |                       |